# Jean Pictet

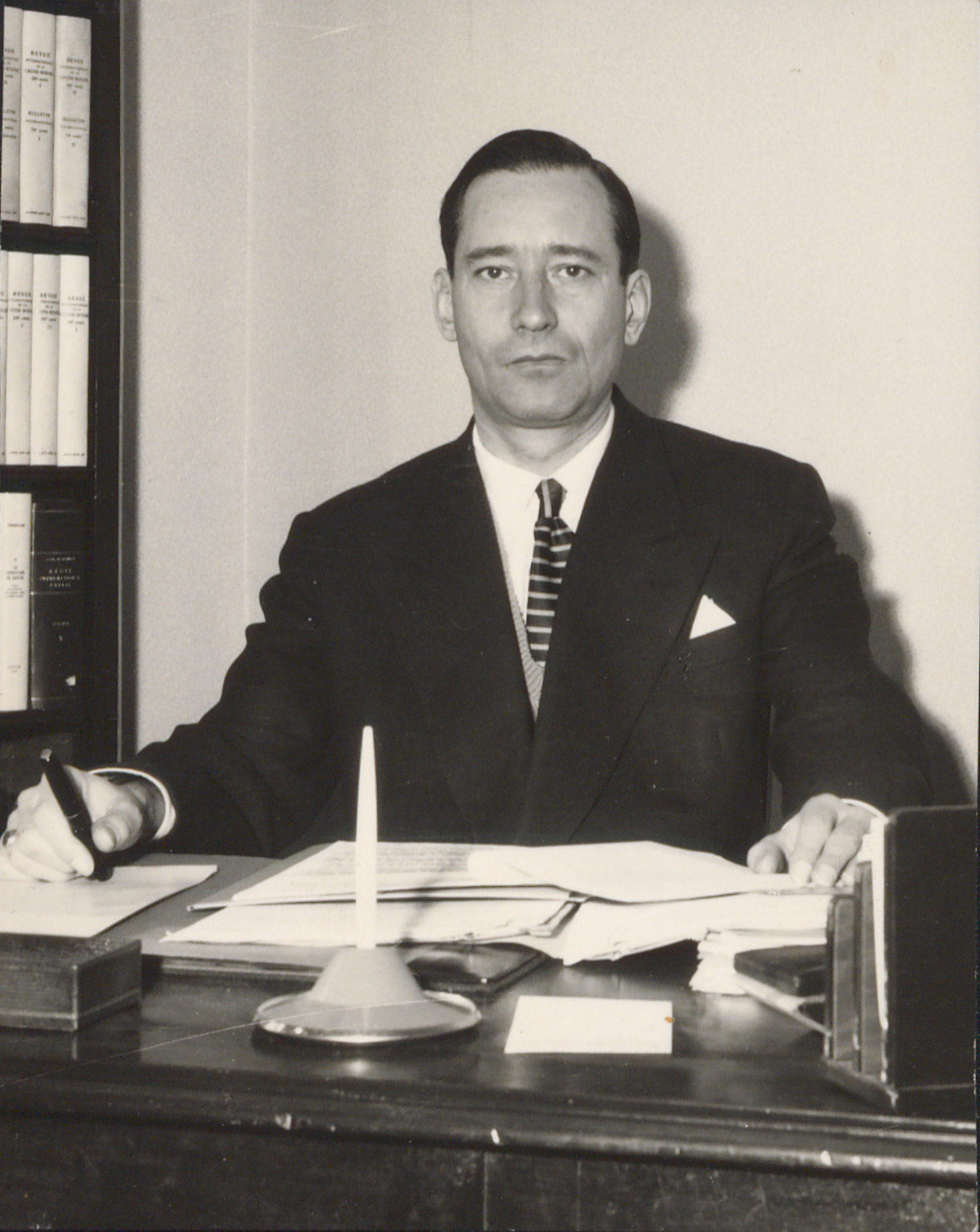
Jean Pictet nel 1937

Jean Pictet (Ginevra, 2 settembre 1914 – 30 marzo 2002) è stato un docente svizzero, professore di diritto all'università di Ginevra.

## Biografia
Direttore generale, membro del Comitato esecutivo e infine vicepresidente del Comitato internazionale della Croce Rossa, ha consacrato la sua carriera a opere di carattere umanitario, prendendo parte ai lavori preparatori della Convenzione di Ginevra del 1949 e alla stesura dei due protocolli aggiuntivi del 1977. È autore di saggi e articoli sul diritto umanitario, la Croce Rossa e gli Indiani d'America.